# Пруска академия на науките
Пруската академия на науките (на немски: Preußische Akademie der Wissenschaften) е основана в Берлин на 11 юли 1700 г. Указът за създаването ѝ е на пруския курфюрст Фридрих I.
Действителната организация по създаването ѝ е дело на Готфрид Лайбниц, който става неин пръв президент. При учредяването си, по предложение на Лайбниц, носи името „Научно общество на курфюрста на Бранденбург“ (на немски: Kurfürstlich Brandenburgische Societät der Wissenschaften). Курфюрстът отказва финансирането на дейността ѝ, но за сметка на това ѝ предоставя монополното право за издаването на календари в Бранденбург.
През 1701 г. Фридрих е коронясан за крал на Прусия и академията е преименувана на Пруско кралско научно общество (нем. Königlich Preußische Sozietät der Wissenschaften). За научните си изследвания академията получава обсерватория (1709), анатомичен театър (1717), ботаническа градина (1718). През 1710 г. е приет устав, действал до 1830 г. В началото Обществото се ползва с ниска научна репутация, отчасти и поради оскъдното финансиране.
През 1744 г., при управлението на Фридрих II, името е променено на Кралска академия на науките (нем. Königliche Akademie der Wissenschaften). Финансирането на академията значително е подобреноно, разширена е с нови лаборатории (1753), поканени са първокласни учени за членове и ръководство. През XIX век Пруската академия вече става авторитетно научно учреждение.
По време на нацизма академията е подложена на расова чистка. След войната, през 1946 г., академията възобновява своята дейност, като е преименувана на Германска академия на науките (нем. Deutsche Akademie der Wissenschaften), а от 1972 г. се нарича Академия на науките на ГДР (нем. Akademie der Wissenschaften der DDR). След Обединението на Германия носи името Берлинско-Бранденбургска академия на науките (1992).

## Известни членове на академията
- Готфрид Лайбниц – 1700
- Якоб Херман – 1701
- Дмитрий Кантемир – 1714
- Леонард Ойлер – 1741
- Пиер Луи де Мопертюи – 1742
- Жан льо Рон д'Аламбер – 1745
- Шарл дьо Монтескьо – 1746
- Волтер – около 1750
- Дени Дидро – 1751
- Йохан Ламберт – 1763
- Лесинг – 1769
- Франц Карл Ахард – 1782
- Имануел Кант – 1786
- Александър фон Хумболт – 1786
- Фридрих Шлайермахер – 1810
- Фридрих Моос – 1812, член-кореспондент
- Братя Грим – 1840
- Карл Густав Якоб Якоби – 1844
- Густав Адолф Кенгот – 1852
- Карл Вайерщрас – 1856
- Херман фон Хелмхолц, член-кореспондент – 1857; чуждестранен член – 1870; действителен член – 1871
- Теодор Момзен – 1857
- Фердинанд Георг Фробениус – 1893
- Макс Планк – 1894
- Волдемар Фойгт – 1900
- Карл Шварцшилд – 1912
- Алберт Айнщайн – 1914
- Макс фон Лауе – 1919
- Ото Хан – 1924